# Brebäcktjärnen
Brebäcktjärnen är en sjö i Åre kommun i Jämtland och ingår i Indalsälvens huvudavrinningsområde. Brebäcktjärnen ligger i Skäckerfjällen Natura 2000-område.